# Hospital Universitario General de Cataluña
El Hospital Universitario General de Cataluña (HUGC) es un centro sanitario privado situado en San Cugat del Vallés, provincia de Barcelona, fundado en 1983 y propiedad del grupo Quirónsalud.

## Historia
El proyecto se inició en 1973, por iniciativa de un exregidor de Barcelona, Leonci Domènech Closas, y un exgerente de Sant Pau, Carles Soler Durall, que pusieron en marcha la idea de crear un hospital para la sociedad civil, del cual fueran propietarios sus usuarios. El centro se inauguró en 1983 con 7000 millones de pesetas correspondientes a las aportaciones de 70 000 socios, una capacidad de 350 camas distribuidas en cuatro lujosas plantas y diez quirófanos. Nació para atender la clase mediana y alta, comerciantes, profesionales liberales y empresarios sin cobertura de la Seguridad Social pero cuando la sanidad pública incluyó a los autónomos perdió muchos socios potenciales, preveía 300 000 y se quedó en 76 000. Inicialmente tuvo un problema en el acceso e incluso se anunció la recogida con helicóptero de enfermos en cualquier punto de la geografía, pero la mejora de los hospitales comarcales lo perjudicó. Las acciones cuota iniciales, las aportaciones millonarias de algunos socios y la mutua creada no fueron suficientes para soportar los gastos. Entonces se recurrió al endeudamiento y el pago de intereses que trajeron a la suspensión de pagos en 1993.
En 2001 se encontró en situación de quiebra voluntaria con unas deudas de 17 000 millones de pesetas y se adjudicó la gestión del centro a la empresa «Catalana de Diagnóstico y Cirugía» que anunció una inversión de 6800 euros en cinco años.
El 21 de octubre de 2016 la Generalidad de Cataluña anunció su intención de comprar el hospital por 55 millones de euros y convertirlo en un centro público, a pesar de que los responsables de la propiedad del centro sanitario, Quirónsalud, emitieron el mismo día un comunicado donde afirmaban que «no había ninguna oferta en firme, ni negociación formal en marcha», abriéndose un debate público con el consejero de Salud de la Generalidad, Antoni Comín sobre la existencia, o no, de la oferta de compra.